# Manfred Max-Neefs Fundamentele menselijke behoeften
Ten behoeve van zijn werk aan het verbeteren van de levensomstandigheden van mensen in gebieden met veel armoede, heeft Manfred Max-Neef op een systematische manier naar de menselijke behoeften gekeken, en de manieren waarop aan deze behoeften voldaan kan worden. Het is gebaseerd op onderzoek, dat voor het eerst in 1986 gepubliceerd werd.

## Ontwikkeling en menselijke behoeften
Bij het ontwikkelen van betere levensomstandigheden van mensen worden de volgende 3 stellingen als uitgangspunt genomen:
1. Ontwikkeling gaat over mensen en niet over dingen
Wanneer het over mensen gaat en niet alleen over dingen, dan kan niet het GDP als indicator genomen worden maar dan kan het gaan over de kwaliliteit van leven. Kwaliteit van leven hangt af van de mogelijkheden die mensen hebben om hun fundamentele mens adequaat te bevredigen.
2. Fundamentele menselijke behoeften zijn eindig, beperkt in aantal, en te classificeren.
Dit in tegenstelling tot de traditionele gedachte dat er veel menselijke behoeften zijn, en dat deze onverzadigbaar zijn.
3. Fundamentele menselijke behoeften zijn hetzelfde in alle culturen en in alle historische perioden.
Dit in tegenstelling tot de traditionele gedachte dat menselijke behoeften onderhevig zijn aan trends en enorm verschillen.

## Behoeften en voldoeners
Een veel voorkomende tekortkoming in de bestaande literatuur en discussies over menselijke behoeften is dat het fundamentele verschil tussen behoeften en voldoeners van die behoeften, ofwel niet expliciet gemaakt worden, of helemaal over het hoofd worden gezien. Tot de voldoeners behoren onder meer: vormen van organisatie, politieke structuren, sociale praktijken, waarden en normen, ruimten, soorten gedrag en attitudes. Bijvoorbeeld een huis kan een voldoener zijn van de behoefte aan bescherming, maar een familie structuur evenzeer. Ook is niet zo eenvoudig dat men kan zeggen dat wel of niet aan een behoefte ‘voldaan wordt’. Voldoeners kunnen in meerdere of mindere mate ervoor zorgen dat aan de behoefte voldaan wordt.
We kunnen zo ver gaan om te zeggen dat een van de aspecten die een cultuur bepalen, de keuze is voor de voldoeners van dezelfde fundamentele menselijke behoeften.
Kortom: wat cultureel bepaald is zijn niet de fundamentele menselijke behoeften, maar de voldoeners voor die behoeften. Culturele verandering is, onder andere, het gevolg van het laten vallen van traditionele voldoeners ten behoeve van de adoptie van nieuwe of andere.
In de context van Human Scale Development geven behoeften niet alleen (individuele en collectieve) tekortkomingen weer. Ze worden ook gezien als (individuele en collectieve) potentiële sterktes.
Menselijke behoeften moeten worden begrepen als een systeem: dat wil zeggen, alle mensen behoeften zijn onderling gerelateerd en interactief. Met uitzondering van de behoefte aan levensonderhoud; in leven blijven, bestaat er geen hiërarchie in het systeem. Integendeel, gelijktijdigheden, complementariteiten en trade-offs zijn kenmerken van het proces van het voldoen aan behoeften. Er is geen één-op-één correspondentie tussen behoeften en voldoeners. Een voldoener kan tegelijkertijd bijdragen tot de bevrediging van verschillende behoeften of, omgekeerd, een behoefte kan verschillende voldoeners vereisen om te worden voldaan. 
Bovendien moet er binnen drie contexten aan de behoeften voldaan worden: (a) met betrekking tot zichzelf (Eigenwelt); (b) met betrekking tot de sociale groep (Mitwelt); en (c) met betrekking tot het milieu (Umwelt). De kwaliteit en intensiteit van de niveaus, binnen de genoemde contexten, zal afhangen van tijd, plaats en omstandigheden.
Dit alles betekent ook dat elke fundamentele menselijke behoefte die niet voldoende wordt bevredigd leidt tot een menselijke armoede. En armoede genereert pathologieën, ook collectieve pathologieën. Enkele voorbeelden zijn: armoede van levensonderhoud (door onvoldoende onderdak); van bescherming (vanwege slechte gezondheidssystemen); van genegenheid (vanwege autoritaire systemen); van begrip (vanwege slechte kwaliteit van het onderwijs); van participatie (als gevolg van marginalisering van vrouwen, kinderen en minderheden); en van identiteit (vanwege gedwongen migratie). Begrip van deze collectieve pathologieën vereist transdisciplinair onderzoek en actie.

## Matrix van behoeften en voldoeners
De matrix is gericht op het onderzoeken van behoeften en voldoeners ten behoeve van ontwikkeling (Human Scale Development). In de matrix zijn voldoeners opgenomen, op de kruispunten van existentiële behoeften en axiologische behoeften. Wanneer deze matrix van voldoeners ingevuld wordt door individuen of groepen uit diverse culturen en op verschillende historische momenten, kan deze aanzienlijk verschillen.
| Matrix van behoeften en voldoeners | Matrix van behoeften en voldoeners | Existentiële behoeften | Existentiële behoeften | Existentiële behoeften | Existentiële behoeften |
| Matrix van behoeften en voldoeners | Matrix van behoeften en voldoeners | Zijn | Hebben | Doen | Bevinden |
| ---------------------------------- | ---------------------------------- | --- | --- | --- | --- |
| Axiologische behoeften             | Bestaanszekerheid                  | lichamelijke en geestelijke gezondheid, evenwicht, gevoel voor humor, aanpassingsvermogen                                                            | voedsel, onderdak, werk | voeden, voortplanten, rusten, werken                                                                                             | leefomgeving, sociale omgeving |
| Axiologische behoeften             | Bescherming                        | zorg, aanpassingsvermogen, autonomie, evenwicht, solidariteit                                                                                        | verzekeringssystemen, spaargeld, sociale zekerheid, gezondheidsstelsels, rechten, gezin, werk                              | samenwerken, voorkomen, plannen, verzorgen, genezen, helpen                                                                      | leefruimte, sociale omgeving, woning |
| Axiologische behoeften             | Genegenheid                        | gevoel van eigenwaarde, solidariteit, respect, tolerantie, vrijgevigheid, ontvankelijkheid, passie, vastberadenheid, sensualiteit, gevoel voor humor | vriendschappen, familie, partnerschappen, relaties met de natuur                                                           | vrijen, strelen, emoties uiten, delen, zorgen voor, cultiveren, waarderen                                                        | privacy, intimiteit, thuis, ruimte voor samenzijn                                                                                                 |
| Axiologische behoeften             | Begrip                             | kritisch geweten, ontvankelijkheid, nieuwsgierigheid, verbazing, discipline, intuïtie, rationaliteit                                                 | literatuur, leraren, methode, onderwijsbeleid, communicatiebeleid                                                          | onderzoeken, bestuderen, experimenteren, opleiden, analyseren, mediteren                                                         | instellingen van vormende interactie, scholen, universiteiten, academies, groepen, gemeenschappen, familie                                        |
| Axiologische behoeften             | Participatie                       | aanpassingsvermogen, ontvankelijkheid, solidariteit, bereidheid, vastberadenheid, toewijding, respect, passie, gevoel voor humor                     | rechten, verantwoordelijkheden, plichten, privileges, werk                                                                 | verbinding krijgen, samenwerken, voorstellen, delen, verschillen, gehoorzamen, omgaan, overeenstemmen, meningen uiten            | instellingen van participatieve interactie, partijen, verenigingen, kerken, gemeenschappen, buurten, familie                                      |
| Axiologische behoeften             | Ledigheid                          | nieuwsgierigheid, ontvankelijkheid, verbeelding, roekeloosheid, gevoel voor humor, rust, sensualiteit                                                | spellen, schouwspelen, clubs, feesten, gemoedsrust                                                                         | dagdromen, broeden, dromen, herinneren aan oude tijden, fantaseren, onthouden, ontspannen, plezier hebben, spelen                | privacy, intimiteit, ruimtes van nabijheid, vrije tijd, omgeving, landschappen                                                                    |
| Axiologische behoeften             | Creatie                            | passie, vastberadenheid, intuïtie, verbeelding, durf, rationaliteit, autonomie, inventiviteit, nieuwsgierigheid                                      | vermogens, vaardigheden, technieken, werk                                                                                  | werken, uitvinden, bouwen, ontwerpen, componeren, interpreteren                                                                  | instellingen voor productiviteit en terugkoppeling, workshops, culturele groepen, doelgroepen, ruimtes voor expressie, vrijheid van tijdsindeling |
| Axiologische behoeften             | Identiteit                         | gevoel van verbondenheid, consistentie, differentiatie, gevoel van eigenwaarde, assertiviteit                                                        | symbolen, taal, religie, gewoonten, gebruiken, referentiegroepen, seksualiteit, waarden, normen, historisch geheugen, werk | zich binden, zich integreren, confronteren, beslissen, zichzelf leren kennen, zichzelf herkennen, zichzelf actualiseren, groeien | sociale ritmes, dagelijkse instellingen, instellingen waartoe men behoort, rijpingsstadia                                                         |
| Axiologische behoeften             | Vrijheid                           | autonomie, gevoel van eigenwaarde, vastberadenheid, passie, assertiviteit, ruimdenkendheid, durf, rebellie, tolerantie                               | gelijke rechten | van mening verschillen, kiezen, anders zijn, risico's lopen, bewustzijn ontwikkelen, zich committeren, ongehoorzaam zijn         | vormbaarheid van tijd en ruimte |

De voldoeners in de kolom ZIJN bestaan uit persoonlijke en collectieve attributen, die worden uitgedrukt als zelfstandige naamwoorden. De kolom HEBBEN bevat instellingen, normen, mechanismen, hulpmiddelen (niet in materiële zin), wetten, enz. die in één of enkele woorden kunnen worden uitgedrukt. De voldoeners in kolom DOEN zijn persoonlijke of collectieve acties, die als werkwoorden kunnen worden uitgedrukt. De kolom BEVINDEN (ESTAR in het Spaans) bevat locaties en milieus (als tijd en ruimte). 

## Karakteristieken van voldoeners
Als we ons concentreren op voldoeners voor de behoeften van de gemeenschap, dan kan onderscheid gemaakt worden tussen exogene en endogene voldoeners.
Endogene voldoeners komen voort uit acties van de gemeenschap op basisniveau. Daardoor zijn ze antiautoritair, en kunnen bijdragen  aan Human Scale Development. Ook al zijn ze in sommige gevallen afkomstig van processen die door de staat worden gepropageerd.
Exogene voldoeners worden meestal opgelegd, geïnduceerd, geritualiseerd of geïnstitutionaliseerd. Ze ontstaan aan de top (in de zin van een politieke groepering of traditionele machtshebbers) en worden opgelegd aan iedereen, en verhinderen Human Scale Development. Er bestaan een aantal categorieën exogene voldoeners,
- Ze kunnen voortkomen uit dwang (‘violators’). Ze vernietigen de mogelijkheid om ook op langere termijn op deze manier aan deze behoefte te voldoen. En verhinderen ook de mogelijkheid om aan andere behoeften te voldoen. Ze leiden tot afwijkend menselijk gedrag. Het niet voldoen aan zulke voldoeners leidt tot angst. Bijvoorbeeld wapen wedloop en bureaucratie. Maar ook censuur, voor het voldoen aan de behoefte aan bescherming, maar wat het voldoen aan behoeften van begrip, participatie en vrijheid verhinderd. Vrijheid van meningsuiting beter zou beter voldoen aan de behoefte aan bescherming, op de langere termijn.

- Ze kunnen voortkomen uit reclame uitingen of propaganda (‘pseudo-satisfiers’). Bijvoorbeeld voldoeners als status symbolen, mode trends, en chauvinistische ideeën en stereotypes. Maar ook indoctrinatie, waar het beter is om (zo neutraal mogelijke) informatie te verstrekken.

- Ze kunnen voortkomen uit diepgewortelde gewoontes en gebruiken (‘inhibiting satisfiers’). Bijvoorbeeld paternalisme en autoritair onderwijs. Maar ook obsessieve concurrentie van bedrijven, waar vooral oog is voor economische groei en geen oog is voor bescherming van de natuur en een gezond leefmilieu.

- Ze kunnen voortkomen uit initiatieven van instituties uit de private sector of de overheid (‘singular satisfiers’). Genoemd worden onder andere sportevenementen en georganiseerde toeristische uitjes. Maar ook het verstrekken van medicijnen, waar het beter is om aandacht te geven aan het voorkomen van ziekten.

## Totstandkoming van het werk
Het werk werd voor het eerst in 1986 gepubliceerd (in het Spaans) in Development Dialogue, het tijdschrift van de Dag Hammerskjold foundation in Zweden.
Dit document komt voort uit het werk dat is uitgevoerd in verschillende landen in Latijns-Amerika door een team van onderzoekers, en dat in essentie transdisciplinair van aard is. Auteurs van het werk zijn Manfred Max-Neef, de Chileense socioloog Antonio Elizalde en Chileense filosoof Martin Hopenhayn, in samenwerking met Felipe Herrera, Hugo Zemelman, Jorge Jatoba en Luis Weinstein. Het werd uitgevoerd in 1985 en 1986 met medewerking van professionals uit Chili, Uruguay, Bolivia, Colombia, Mexico, Brazilië, Canada en Zweden. Hun expertise bestond uit academische disciplines zoals economie, sociologie, psychiatrie, filosofie, politieke wetenschappen, aardrijkskunde, antropologie, journalistiek, techniek en recht. De deelnemers vormden een stabiele kerngroep die op deze manier continuïteit garandeerde in de processen van collectief onderzoek en reflectie gedurende het project. De besprekingen van de workshops en de werkdocumenten die door de deelnemers zijn opgesteld, vormen de basis van dit document. Uiteindelijk is het besproken tijdens een seminar in het Dag Hammarskjöld Center in Uppsala. De Engelse vertaling van het artikel, uitgebreid met "A Note on Methodology", werd in 1989 gepubliceerd in Development Dialogue.
Als boek is het in 1991 in het Engels gepubliceerd, en in 1993 in het Spaans. In de boeken zijn 2 bewerkingen van eerdere artikelen van Max-Neef toegevoegd.

## Human scale development
Human scale development is ontstaan als reactie op het  neoliberalistische en structuralistische hiërarchische ontwikkelingssystemen waarin beslissingen aan de top gemaakt worden en naar onder toe opgedragen worden in plaats van democratische beslissingen. Het richt zich op ontwikkeling door de mensen en voor de mensen en is gebaseerd op drie pijlers: fundamentele menselijke behoeften, toenemende zelfredzaamheid en een evenwichtige onderlinge afhankelijkheid van mensen met hun omgeving.
Dit systeem van ontwikkeling biedt mensen een platform voor gemeenschapsorganisatie en democratische besluitvorming om mensen in staat te stellen deel te nemen aan het planningsproces om ervoor te zorgen dat het voldoet aan hun behoeften. De fundamentele menselijke behoeften van Max-Neef vormen de basis van dit alternatieve ontwikkelingssysteem. In tegenstelling tot  Maslow's Hiërarchie van Behoeften, die zich richt op een rangorde van psychologische behoeften, heeft Max-Neef het over behoeften die complementair zijn, en die allemaal noodzakelijk zijn voor het bereiken van voldoening. Dit voorstel voor een verbeterd ontwikkelingssysteem kan zeker op kleine schaal nuttig zijn en biedt ook inzicht in het bereiken van fundamentele behoeften door maatschappelijke instellingen.

## Toepassing
Een van de toepassingen van de theorie ligt op het gebied van strategische duurzame ontwikkeling, waar de individuele fundamentele menselijke behoeften (niet de door reclames gecreëerde en behoeften) worden gebruikt om het  Brundtland-definitie te verfijnen. Samen met andere aspecten van The Natural Step framework for Strategic Sustainable Development, samengevat als back-casting van duurzaamheidsbeginselen, maakt het het plannen en ontwerpen voor duurzaamheid mogelijk. Recent onderzoek bouwt voort op het werk van Manfred Max-Neef.